# 白柴果
白柴果（学名：Beilschmiedia fasciata）为樟科琼楠属下的一个种。